# رابرت جورج برادوود
رابرت جورج برادوود (انگلیسی: Robert George Broadwood; ۱۴ مارس ۱۸۶۲ – ۲۱ ژوئن ۱۹۱۷) فرد نظامی اهل پادشاهی متحد بریتانیای کبیر و ایرلند بود. وی همچنین برندهٔ جوایزی همچون نشان حمام شده‌است.